# Albert Étienne Jean-Baptiste Terrien de Lacouperie
Albert Étienne Jean Baptiste Terrien de Lacouperie (23 novembre 1844, Ingouville, mainentant dans Le Havre - 11 octobre 1894, Fulham, Londres),, est un orientaliste français spécialisé en philologie comparée, auteur d’ouvrages sur les langues anciennes de l’Orient et du Moyen-Orient. 
Il proposa que les origines du peuple chinois se trouvent en Mésopotamie. Cette hypothèse, bientôt critiquée par, entre autres, les sinologues James Legge et Gustaaf Schlegel, n’en séduisit pas moins les nationalistes chinois anti-mandchous et fut largement acceptée au Japon.
Il contribue à l’identification de l’écriture brahmi.

## Biographie
Né en Normandie, descendant de marins et capitaines de marine marchande, son père est négociant. La famille s’installe à Hong Kong pour y mener le commerce de la soie. Il y apprend le chinois et se détourne bientôt du commerce pour se concentrer sur l’étude des langues. Dès 1867, il publie à Paris Du Langage. Essai sur la nature et l'étude des mots et des langues en huit volumes. Il s’intéresse aussi au babylonien dont l’étude est en plein essor, et consacre désormais l’essentiel de ses recherches à la comparaison entre le chinois écrit et l’écriture akkadienne, leur trouvant des affinités.
En 1879, il s’installe à Londres où il est élu membre de la Royal Asiatic Society. À partir de ce moment, il rédige la plupart de ses ouvrages en langue anglaise. En 1884, il devient professeur de philologie comparée appliquée aux langues du Sud-Est asiatique à l’University College de Londres. Durant les années 1880, il effectue de courtes missions au British Museum pour l’organisation de la collection de monnaies asiatiques. En 1892, il publie un Catalogue des monnaies chinoises du British Museum qui vont du VIIe siècle av. J.-C. à l’an 621 de notre ère, pour lequel il reçoit en 1893 le prix Stanislas-Julien de l’Académie des inscriptions et belles-lettres.
Il consacre ses dernières années au Yi jing dans lequel il pense voir des similitudes avec le syllabaire chaldéen. Il entame en 1892 la publication d’un traité intitulé Le plus ancien livre des Chinois qui reste inachevé.
Il reçoit le titre de docteur honoris causa de l'université catholique de Louvain et touche pendant un temps une pension de l’État français.

## Écrits
Outre les ouvrages mentionnés dans l’article :
- Early History of Chinese Civilisation, London, 1880, in-8°.
- On the History of the Archaic Chinese Writings and Text, London, 1882, in-8°.
- Paper Money of the Ninth Century and supposed Leather Coinage of China, London, 1882, in-8°.
- Cradle of the Shan Race, London, 1885, in-8°.
- Babylonia and China, London, 1887, in-4°.
- Did Cyrus introduce Writing into India? London, 1887, in-8°.
- The Languages of China before the Chinese, London, 1887, 8vo; French edition, Paris, 1888, in-8°.
- The Miryeks or Stone Men of Corea, Hertford, 1887, in-8°.
- The Yueh-Ti and the early Buddhist Missionaries in China, 1887, in-8°.
- The Old Babylonian Characters and their Chinese Derivates, London, 1888, in-8°.
- The Djurtchen of Mandshuria, 1889, in-8°.
- Le Non-Monosyllabisme du Chinois Antique, Paris, 1889, in-8°.
- The Onomastic Similarity of Nai Kwang-ti of China and Nakhunte of Susiana, London, 1890, in-8°.
- L'Ère des Arsacides selon les Inscriptions cunéiformes, Louvain, 1891, in-8°.
- How in 219 B.C. Buddhism entered China, London [1891?], in-8°.
- Mélanges : on the Ancient History of Glass and Coal and the Legend of Nü-Kwa's Coloured Stones in China [1891?], in-8°.
- Sur deux Ères inconnus de l'Asie Antérieure, 330 et 251 B.C., 1891, in-8°.
- The Silk Goddess of China and her Legend, London, 1891, in-8°.
- Catalogue of Chinese Coins from the VIIth Cent. B.C. to A.D. 621, ed. R. S. Poole, London, 1892, in-8°[11].
- Beginnings of Writing in Central and Eastern Asia, London, 1894, in-8°.
- Western Origin of the Early Chinese Civilisation, London, 1894, in-8°.